# Dermot Bolger
Dermot Bolger (født 1959) er en irsk romanforfatter født i Dublin (Northside). 

## Romaner
- Night Shift, Dingle, Brandon, 1985, London, Penguin, 1993, AE Memorial Prize.
- The Woman’s Daughter, Dublin, Raven Arts Press, 1987, 1991, Macaulay Fellowship,
- The Journey Home, London, Viking, 1990.
- Emily’s Shoes, London, Viking, 1992.
- A Second Life, London, Viking, 1994.
- Father’s Music, London, Flamingo,1997.
- Temptation, London, Picador, 2001.
- The Family on Paradise Pier, 2005

## Teater
- The Lament for Arthur Cleary, 1989, Samuel Beckett Award, Stewart Parker BBC Award, Edinburgh Fringe First.
- Blinded By The Light, 1990, O.Z. Whitehead Prize.
- In High Germany, 1990.
- The Holy Ground, 1990.
- One Last White Horse, 1991.
- A Dublin Bloom, Dublin, New Island Books, 1995.
- April Bright, 1995
- A Dublin Quartet, London, Penguin, 1992.

## Antologier
- After The War Is Over, Dublin, Raven Arts Press, 1984.
- A New Primer For Irish Schools, Dublin, Raven Arts Press, 1985.
- The Dolmen Book of Irish Christmas Stories, Portlaoise, Dolmen, 1986.
- The Bright Wave / An Tonn Gheal : Poetry in Irish Now, Dublin, Raven Arts Press, 1986.
- Selected Poems of Francis Ledwidge, Dublin, New Island, 1992.
- The Picador Book of Contemporary Irish Fiction, London, Picador, 1993.
- Ireland in Exile : Irish Writers Abroad, Dublin, New Island Books, 1993.

## Poesi
- Never A Dull Moment, Dublin, Raven Arts Press, 1979.
- Internal Exiles, Portlaoise, Dolmen, 1986.
- The Habit Of Flesh, Dublin, Raven Arts Press, 1979.
- Finglas Lilies, Dublin, Raven Arts Press, 1980.
- No Waiting America, Dublin, Raven Arts Press, 1981.
- Leinster Street Ghosts, 1989.
- The Chosen Moment, Dublin, New Island, 2004.

## Essay
- Invisible Cities : The New Dubliners – A Journal Through Unofficial Dublin, Dublin, Raven Arts Press, 1988.
- Invisible Dublin : Letters from the New Island, Dublin, Raven Arts Press, 1992.

## Fællesarbejde
- Finbar’s Hotel, London, Picador, Dublin, New Island Books, 1997. Skrevet med Jennifer Johnston, Anne Enright, Roddy Doyle, Joseph O’Connor, Colm Toibin og Hugo Hamilton.
- Ladies’ Night at Finbar’s Hotel, London, Picador, Dublin, New Island Books, 1999.

## Film
- The Disappearance of Finbar,
- Edward No Hands,

## Andre
- The Valparaiso voyage, London, Flamingo, 2001.

## Forskning om Dermot Bolger
- Doktorafhandling : La réécriture de l'histoire dans les romans de Roddy Doyle, Dermot Bolger et Patrick McCabe.(forfatter : Alain Mouchel-Vallon, Reims universitet, Frankrig, 2005)